# Fischbach, Kaiserslautern
Fischbach là một đô thị ở huyện Kaiserslautern, bang Rheinland-Pfalz, phía tây nước Đức. Đô thị Fischbach, Kaiserslautern có diện tích 15,03 km².